# Cole Perfetti
Cole Perfetti (* 1. Januar 2002 in Whitby, Ontario) ist ein kanadischer Eishockeyspieler, der seit November 2020 bei den Winnipeg Jets in der National Hockey League unter Vertrag steht. Mit der kanadischen Nationalmannschaft gewann der Center die Goldmedaille bei der Weltmeisterschaft 2021.

## Karriere
Cole Perfetti wurde in Whitby geboren und spielte dort in seiner Jugend für die Whitby Wildcats sowie wenig später auch für die Vaughan Kings. Zur Saison 2018/19 wechselte er zu den Saginaw Spirit in die Ontario Hockey League (OHL), die ranghöchste Juniorenliga seiner Heimatprovinz. Dort verzeichnete er als Rookie 74 Scorerpunkte in 63 Partien, sodass er am Saisonende ins OHL First All-Rookie Team gewählt wurde. Diese Leistung steigerte er im Folgejahr deutlich auf 111 Punkte aus 61 Spielen, sodass man ihn im OHL Second All-Star Team berücksichtigte. Zudem ehrte man ihn für seine schulischen Leistungen sowohl mit der Bobby Smith Trophy sowie wenig später auch als CHL Scholastic Player of the Year von der gesamten Canadian Hockey League (CHL). Nachdem er während der Spielzeit bereits am CHL Top Prospects Game teilgenommen hatte, wählten ihn die Winnipeg Jets im NHL Entry Draft 2020 an zehnter Position aus.
Im November 2020 unterzeichnete Perfetti einen Einstiegsvertrag bei den Jets und begann seine Profikarriere, durch die COVID-19-Pandemie etwas verspätet, im Februar 2021 bei den Manitoba Moose, dem Farmteam der Jets aus der American Hockey League (AHL). Dort beendete er die Saison 2020/21, bevor er im Oktober 2021 auch zu seinem Debüt für Winnipeg in der National Hockey League (NHL) kam. Die Spielzeit 2021/22 verbrachte er letztlich zu etwa gleichen Teilen in NHL und AHL, bevor der Center sich zur Saison 2022/23 im NHL-Aufgebot der Jets etablierte. Sein erstes komplettes Spieljahr beendete er mit 30 Punkten aus 51 Partien.

### International
Auf internationaler Ebene debütierte Perfetti bei der World U-17 Hockey Challenge 2018 und belegte dort mit dem Team Canada White den sechsten Platz. Im U18-Bereich folgte eine Silbermedaille beim Hlinka Gretzky Cup 2019, während er jedoch zu U18-Weltmeisterschaften berufen wurde. In der Folge nahm der Angreifer mit der kanadischen U20-Nationalmannschaft an der U20-Weltmeisterschaft 2021 teil und errang dort mit der Auswahl eine weitere Silbermedaille. Wenig später lief er erstmals für die A-Nationalmannschaft seines Heimatlandes auf, die bei der Weltmeisterschaft 2021 die Goldmedaille gewann. Im U20-Bereich sollte er letztlich auch an der U20-Weltmeisterschaft 2022 teilnehmen, wobei das Turnier jedoch aufgrund der COVID-19-Pandemie abgebrochen und erst später ohne seine Mitwirkung wiederholt wurde.

## Erfolge und Auszeichnungen
| - 2019 OHL First All-Rookie Team - 2020 Teilnahme am CHL Top Prospects Game - 2020 Bobby Smith Trophy | - 2020 OHL Second All-Star Team - 2020 CHL Scholastic Player of the Year |

### International
- 2019 Silbermedaille beim Hlinka Gretzky Cup
- 2019 Bester Torschütze und Scorer beim Hlinka Gretzky Cup
- 2021 Silbermedaille bei der U20-Weltmeisterschaft
- 2021 Goldmedaille bei der Weltmeisterschaft

## Karrierestatistik
Stand: Ende der Saison 2024/25

### International
Vertrat Kanada bei:
| - World U-17 Hockey Challenge 2018 - Hlinka Gretzky Cup 2019 - U20-Weltmeisterschaft 2021 | - Weltmeisterschaft 2021 - abgebr. U20-Weltmeisterschaft 2022 |

(Legende zur Spielerstatistik: Sp oder GP = absolvierte Spiele; T oder G = erzielte Tore; V oder A = erzielte Assists; Pkt oder Pts = erzielte Scorerpunkte; SM oder PIM = erhaltene Strafminuten; +/− = Plus/Minus-Bilanz; PP = erzielte Überzahltore; SH = erzielte Unterzahltore; GW = erzielte Siegtore; 1 Play-downs/Relegation; Kursiv: Statistik nicht vollständig)